# عبد الحميد المير
عبد الحميد جلال المير (ولد عام 1961) رجل أعمال وسياسي بحريني.

## السيرة
ولد المير في عام 1961. حصل على بكالوريوس في اللغة الإنجليزية من جامعة الملك سعود بالرياض عام 1986.
اتجه إلى العمل التجاري وأصبح حاليا نائب رئيس مجلس إدارة مجموعة المير وأسواق المنتزه ومدير عام سفريات المنتزه.
في انتخابات مجلس النواب لعام 2010 فاز بمقعد الدائرة الثانية في محافظة المحرق في جولة الإعادة بعدما جمع 1737 صوت ما نسبته 58.60%.